# Манчестерский еврейский музей
Манчестерский еврейский музей (англ. Manchester Jewish Museum) — музей в городе Манчестер, посвященный истории еврейской общины города. Располагается в здании бывшей сефардской синагоги и является памятником архитектуры второй категории.

## История
Изначально здание музеи было построено как здание синагоги в 1874 году архитектором еврейского происхождения Эдвардом Соломоном, однако со временем здание стало ненужным из-за миграции еврейского населения из района. В марте 1984 года здание снова было открыто как музей, посвященный общине города. В 2020 году музей был закрыт из-за ограничений во время пандемии COVID-19.